# Oxymacaria porrectaria
Oxymacaria porrectaria là một loài bướm đêm trong họ Geometridae.